# Vilaframil
San Lourenzo de Vilaframil és una parròquia del municipi gallec de Ribadeo, a la província de Lugo. Limita al nord amb el mar Cantàbric, a l'est amb Piñeira i Vilaselán, al sud amb Covelas i Vilausende, i a l'oest amb Rinlo i A Devesa.
Tenia el 2015 una població de 344 habitants agrupats en 16 entitats de població: O Campo de San Lourenzo, Carreira Branca, Coedo, O Coto, A Galera, A Granxa, A Madanela, A Manzana, O Pinar, O Regueiral, A Requeixada, Río Caínzos, San Xillao, A Siñeira, O Tombín i O Valado.
Entre els seus llocs d'interès destaquen l'església parroquial, l'aeròdrom de Vilaframil i la Granja Escola de Pedro Murias. Les festes patronals se celebren en honor de Sant Llorenç el 10 d'agost.